# Uros (Oros) pannonhalmi apát
Uros (Oros) apát 1207–1243 között kormányozta a pannonhalmi monostort. 

## Élete
Előzőleg tihanyi apát volt. Ott az ő kezdeményezésére készült a nagy tihanyi összeíró oklevél 1211-ben. Roppant erős, tevékeny egyéniség volt, kolostora érdekeit, az anyagiakat is szellemieket egyaránt szívén viselte. Fölismerve az írásbeliség jelentőségét, minden jog- és birtokügyletet oklevélbe foglaltatott. A szétszórt birtokokat igyekezett jól jövedelmező birtoktestté formálni. Hatszor járt Rómában, ill. a pápai udvarban, részt vett a Negyedik lateráni zsinaton, kétszer volt Montecassinón, melynek főapátjával imaszövetséget kötött a jogközösség mellett. Elkísérte II. András királyt a Szentföldre a kereszteshadakkal, 1217-ben. 
Újjáépíttette és 1224-ben felszenteltette a mai pannonhalmi késő román templomot. Sokat pereskedett birtokügyekben is: a somogyi tizedekért, a Salaföld (Deáki, Csallóköz) birtokáért; rendezte jobbágyai jogait és kötelességeit; (Albeus-féle összeírás); összeíratta egy könyvbe (Liber Ruber) a királyi és pápai okleveleket. 1242-ben a tatárok ellen a gyilokfolyosóról sikeresen védelmezte Pannonhalmát.